# Norwegische Eishockeynationalmannschaft der Frauen
Die norwegische Eishockeynationalmannschaft der Frauen wurde nach den Weltmeisterschaften 2007 auf Platz 15 der IIHF-Weltrangliste geführt. Die Mannschaft, die bereits seit der ersten Europameisterschaft 1989 an internationalen Meisterschaften teilnimmt, spielt seit 2007 in der Division I der Weltmeisterschaft. In der IIHF-Weltrangliste belegt sie nach der Eishockey-Weltmeisterschaft der Frauen 2022 den 13. Rang.
Bei der Weltmeisterschaft 2008 wurde sie vom früheren Bundestrainer George Kingston betreut.

## Platzierungen
| Saison | Turnier               | Austragungsort                           | Platzierung               | Besonderheiten                                                       |
| ------ | --------------------- | ---------------------------------------- | ------------------------- | -------------------------------------------------------------------- |
| 1989   | Europameisterschaft   | Ratingen, BR Deutschland                 | Platz 4                   |                                                                      |
| 1991   | Europameisterschaft   | Frýdek-Místek, Havířov, Tschechoslowakei | Platz 4                   |                                                                      |
| 1993   | Europameisterschaft   | Esbjerg, Dänemark                        | Platz 3                   |                                                                      |
| 1995   | Europameisterschaft   | Riga, Lettland                           | Platz 4                   |                                                                      |
| 1996   | Europameisterschaft   | Jaroslawl, Russland                      | Platz 4                   |                                                                      |
| 1998   | Weltmeisterschaft     | Kitchener, Kanada                        | Platz 8                   | Abstieg in die B-WM                                                  |
| 2000   | Weltmeisterschaft     | Liepāja, Riga Lettland                   | Platz 11 (3. B-WM)        |                                                                      |
| 2001   | Weltmeisterschaft     | Briançon Frankreich                      | Platz 15 (7., B-WM)       | Abstieg in Division II                                               |
| 2003   | Weltmeisterschaft     | Lecco Italien                            | Platz 1 (Division II)     | Aufstieg in Division I, beste Verteidigerin: Marte Carlsson          |
| 2004   | Weltmeisterschaft     | Ventspils Lettland                       | Platz 14 (5. Division I)  | Abstieg in Division II, beste Scorerin: Hege Ask (5 Tore, 3 Assists) |
| 2005   | Olympia-Qualifikation | Peking Volksrepublik China               | Platz 4, Gruppe C         | nicht qualifiziert                                                   |
| 2005   | Weltmeisterschaft     | Asiago Italien                           | Platz 15 (1. Division II) | Aufstieg in die Division I                                           |
| 2007   | Weltmeisterschaft     | Nikkō, Japan                             | Platz 13 (4. Division I)  |                                                                      |
| 2008   | Weltmeisterschaft     | Ventspils, Lettland                      | Platz 14 (5. Division I)  |                                                                      |
| 2008   | Olympia-Qualifikation | Shanghai, Volksrepublik China            | Platz 3                   | nicht qualifiziert                                                   |
| 2009   | Weltmeisterschaft     | Graz, Österreich                         | Platz 12 (3. Division I)  |                                                                      |
| 2011   | Weltmeisterschaft     | Ravensburg, Deutschland                  | Platz 10 (2. Division I)  |                                                                      |
| 2012   | Weltmeisterschaft     | Ventspils, Lettland                      | Platz 10 (2. Division IA) |                                                                      |
| 2013   | Weltmeisterschaft     | Stavanger, Norwegen                      | Platz 13 (5. Division IA) |                                                                      |
| 2013   | Olympia-Qualifikation | Poprad, Slowakei                         | Platz 3                   | nicht qualifiziert                                                   |
| 2014   | Weltmeisterschaft     | Přerov, Tschechoslowakei                 | Platz 10 (2. Division IA) |                                                                      |
| 2015   | Weltmeisterschaft     | Rouen, Frankreich                        | Platz 13 (5. Division IA) |                                                                      |
| 2016   | Weltmeisterschaft     | Aalborg, Dänemark                        | Platz 13 (5. Division IA) |                                                                      |
| 2016   | Olympia-Qualifikation | Arosa, Schweiz                           | Platz 3                   | nicht qualifiziert                                                   |
| 2017   | Weltmeisterschaft     | Graz, Österreich                         | Platz 11 (3. Division IA) |                                                                      |
| 2018   | Weltmeisterschaft     | Vaujany, Frankreich                      | Platz 14 (5. Division IA) |                                                                      |
| 2019   | Weltmeisterschaft     | Budapest, Ungarn                         | Platz 13 (3. Division IA) |                                                                      |
| 2022   | Weltmeisterschaft     | Angers, Frankreich                       | Platz 12 (2. Division IA) |                                                                      |
| 2023   | Weltmeisterschaft     | Shenzhen, Volksrepublik China            | Platz 15 (5. Division IA) |                                                                      |
| 2024   | Weltmeisterschaft     | Klagenfurt, Österreich                   | Platz 11 (1. Division IA) | Aufstieg in die Top-Division                                         |
| 2025   | Weltmeisterschaft     | Budweis, Tschechien                      | Platz 9                   | Abstieg in die Division IA                                           |

## Nationaltrainerinnen und -trainer
- 2005: Janpeter Nagel (Frank Webjornsen)
- 2008: George Kingston
- 2022: Thomas Pettersen